# Jérôme Dufromont
Jérôme Dufromont (Kortrijk, 13 de febrero de 1913 - Kuurne, 23 de octubre de 1986) fue un ciclista belga que fue profesional entre 1936 y 1951. 
En su palmarés destaca la victoria al Tour norteño y la Copa Sels.

## Palmarés
- 1939
  - Vencedor de una etapa del Tour del Norte
- 1939
  - 1º en el Tour del Norte
  - 1º en el Tour del Este
- 1946
  - 1º en la Copa Sels
  - 1º en el Omloop der Grensstreek
- 1947
  - Vencedor de una etapa de la Vuelta en Bélgica
  - 1º en el GP Prior